# Johan Doesburg
Johannes Theodorus (Johan) Doesburg (Den Haag, 12 mei 1955 – aldaar, 24 januari 2025) was een Nederlands toneelregisseur. 

## Loopbaan
Doesburg studeerde in 1988 af van de regieopleiding van de Amsterdamse Toneelschool. Zijn beoogde afstudeervoorstelling Het vuil, de stad en de dood van Rainer Werner Fassbinder veroorzaakte veel ophef, onder meer doordat acteur Jules Croiset naar aanleiding van deze voorstelling zijn eigen ontvoering ensceneerde. Uiteindelijk studeerde hij af met Bedrog van Harold Pinter.
Tussen 1988 en 1994 werkte Doesburg bij onder meer Teneeter en Toneelgroep Amsterdam. In 1993 maakte Doesburg zijn eerste voorstelling bij Het Nationale Toneel, Decadence van Steven Berkoff. Een jaar later trad hij bij dit gezelschap aan als artistiek directeur, een functie die hij in 2011 zou overdragen aan Theu Boermans. In 2015 is Genesis zijn afscheidsvoorstelling bij het Haagse gezelschap.
Bij het Nationale Toneel regisseerde Doesburg talloze klassieke en moderne toneelwerken, zoals Hamlet (William Shakespeare, 1988), Blasted (Sarah Kane, 1999), King Lear (Shakespeare, 2001), en boekbewerkingen zoals Elementaire Deeltjes (naar de gelijknamige roman van Michel Houellebecq, 2005) en Tirza (naar de roman van Arnon Grunberg, 2010). Zijn regies kenmerken zich door een nauwgezette choreografie, snel gemonteerde scènes, minimalistische scenografie en een zwart-humoristische blik op de menselijke tragiek. Doesburg nam in 2015 afscheid van het NT met het stuk Genesis. Hij werd bij zijn afscheid benoemd tot Ridder in de Orde van de Nederlandse Leeuw.
Daarna was hij werkzaam in de vrije sector bij DeLaMar met Venus, Hummelinck Stuurman met Wie is er bang voor Virginia Woolf, Achter het Huis, Een Goed Mens. Bij Senf Theaterproducties maakte hij Judas.

## Prijzen en nominaties
De voorstellingen van Johan Doesburg zijn verscheidene keren genomineerd voor de Toneel Publieksprijs, een prijs die hij ook meerdere keren won. Acteurs in zijn voorstellingen werden veelvuldig genomineerd voor een Louis d’Or en Theo d'Or of wonnen deze. In 2015 ontving hij voor Genesis de Prijs van de Kritiek en de Regieprijs van de VSCD.
Doesburg nam in 2015 afscheid van het NT met het stuk Genesis. Hij werd bij zijn afscheid benoemd tot Ridder in de Orde van de Nederlandse Leeuw.

## Privéleven
Johan Doesburg werd door intimi ook wel Does genoemd. Hij had een relatie met Betsy Torenbos. Doesburg overleed in 2025 op 69-jarige leeftijd. Hij leed aan longkanker en koos voor euthanasie.

## Voorstellingen
Bij Het Nationale Toneel
- Genesis (bewerking Sophie Kassies), 2014
- Blauwdruk voor een nog beter leven (Ilja Leonard Pfeijffer), 2014
- De Storm, 2014
- Assen Blues, 2013
- Het Stenen Bruidsbed, 2013
- Strange Interlude (remake), 2013
- De prooi (bewerking van het boek van Jeroen Smit door Sophie Kassies, 2012
- Gekluisterd, 2011
- Faust I&II, 2011
- Retour Hollandse Spoor (2010)
- The Power of Yes, 2010
- Tirza (bewerking van de roman van Arnon Grunberg door Sophie Kassies), 2010
- Equus, 2009
- Romeo en Julia, 2009
- Medea, 2008
- Hollandse Spoor, 2008
- Liaisons dangereuses, 2007
- De graaf van Monte Cristo (bewerking van de roman van Alexandre Dumas père door Sophie Kassies), 2007
- Othello, 2006
- Volkert van der G. en Mohammed B., 2006
- Oresteia, 2006
- Phèdre, 2005
- Elementaire deeltjes (bewerking van de roman van Michel Houellebecq door Sophie Kassies), 2005
- Ivanov, 2004
- Demonen, 2004
- Strange Interlude, 2003
- Het vuil, de stad en de dood, 2002
- Gagarin Way, 2002
- King Lear, 2001
- Het huis van Bernarda Alba, 2001
- Blasted, 1999
- Hamlet, 1999
- Waterlanders, 1998
- Lulu, 1997
- Titus Andronicus, 1997
- Céline 2, 1996
- Massage, 1996
- Mystiek lichaam, 1996
- Julius Caesar, 1995
- Soekarno, 1995
- Eind goed al goed, 1995
- De dood, de duivel, 1995
- Troilus en Cressida, 1994
- Decadence, 1993

Bij andere gezelschappen
- Nirvana, Toneelgroep Amsterdam, 1994
- 06, theater-videoproductie, De Bastaard/Spui productie, 1994
- Reis naar het einde van de nacht, Nationale Toneel en Hummelinck Stuurman Theaterproducties, 1994
- Gegijzeld (Over slachtoffers en beulen), Ro Theater, 1993
- Eminente ballingen, 1992
- Vastgoed B.V., Toneelgroep Amsterdam, 1992
- Lunch, 1992
- Wachten op B., 1992
- Victor, Teneeter, 1991
- Grieks, 1991
- Watersnood, Het Gebeuren, 1990
- Spookhuis, Het Gebeuren, 1990
- Muizen en mensen, Theater Pssstt, 1989
- Betrayal, Stichting Opmaat, 1988
- Mein Kampf, Toneelgroep Amsterdam, 1989
- Het vuil, de stad en de dood (afgelast), Theaterschool

- Virtual International Authority File: 288357627